# Gauliga Niederrhein 1941/42
Die Gauliga Niederrhein 1941/42 war die neunte Spielzeit der Gauliga Niederrhein im Fußball. Die Meisterschaft wurde in dieser Saison erneut im Rundenturnier mit zehn Mannschaften ausgetragen. Die Gaumeisterschaft sicherte sich zum ersten Mal Hamborn 07 mit zwei Punkten Vorsprung vor TuS Duisburg 48/99. Damit qualifizierte sich Hamborn für die deutsche Fußballmeisterschaft 1941/42, bei der die Mannschaft bereits in der 1. Runde nach einer 1:5-Niederlage im Wiederholungsspiel gegen den SV Werder Bremen ausschied. Die Abstiegsränge belegten der fünffache Gaumeister Fortuna Düsseldorf und TuRU Düsseldorf. Aus den Bezirksligen stiegen Westende Hamborn und Union Krefeld auf.

## Abschlusstabelle
| Pl. | Verein                    | Sp. | S  | U | N  | Tore    | Quote | Punkte |
| --- | ------------------------- | --- | -- | - | -- | ------- | ----- | ------ |
| 1.  | SV Hamborn 07             | 18  | 12 | 2 | 4  | 058:280 | 2,07  | 26:10  |
| 2.  | TuS Duisburg 48/99        | 18  | 11 | 2 | 5  | 061:450 | 1,36  | 24:12  |
| 3.  | SSV Wuppertal (N)         | 18  | 10 | 3 | 5  | 046:350 | 1,31  | 23:13  |
| 4.  | Rot-Weiss Essen           | 18  | 9  | 1 | 8  | 058:500 | 1,16  | 19:17  |
| 5.  | Rot-Weiß Oberhausen       | 18  | 8  | 2 | 8  | 051:430 | 1,19  | 18:18  |
| 6.  | TuS Helene Altenessen (M) | 18  | 8  | 2 | 8  | 051:440 | 1,16  | 18:18  |
| 7.  | Schwarz-Weiß Essen        | 18  | 8  | 2 | 8  | 049:430 | 1,14  | 18:18  |
| 8.  | VfL Benrath (N)           | 18  | 6  | 5 | 7  | 042:420 | 1,00  | 17:19  |
| 9.  | Fortuna Düsseldorf        | 18  | 7  | 2 | 9  | 039:380 | 1,03  | 16:20  |
| 10. | TuRU Düsseldorf           | 18  | 0  | 1 | 17 | 016:103 | 0,16  | 01:35  |

| (M) | Titelverteidiger               |
| (N) | Aufsteiger aus der Bezirksliga |

## Aufstiegsrunde

### Gruppe 1
| Platz | Verein                  | Spiele | Tore | Quote | Punkte |
| ----- | ----------------------- | ------ | ---- | ----- | ------ |
| 1.    | Westende Hamborn        | 2      | 6:2  | 3,00  | 4:0    |
| 2.    | Sportfreunde Katernberg | 2      | 2:6  | 0,33  | 0:4    |

### Gruppe 2
| Platz | Verein            | Spiele | Tore  | Quote | Punkte |
| ----- | ----------------- | ------ | ----- | ----- | ------ |
| 1.    | Union Krefeld     | 4      | 17:80 | 2,13  | 6:2    |
| 2.    | Edelstahl Krefeld | 4      | 07:90 | 0,78  | 5:3    |
| 3.    | VfR Ohligs        | 4      | 05:12 | 0,42  | 1:7    |